# Jardin botanique de Louvain
Le Jardin botanique de Louvain (en néerlandais : Stedelijke kruidtuin, en latin : Hortus Botanicus Lovaniensis) est un jardin botanique classé situé sur le territoire de la ville de Louvain, dans la province du Brabant flamand en Belgique, dont les bâtiments sont de style néo-classique.

## Localisation
Le Jardin botanique se situe dans la partie occidentale du centre-ville de Louvain : son entrée donne sur la rue des Capucins (Kapucijnenvoer), face à la rue des Frères mineurs (Minderbroedersstraat).

## Historique

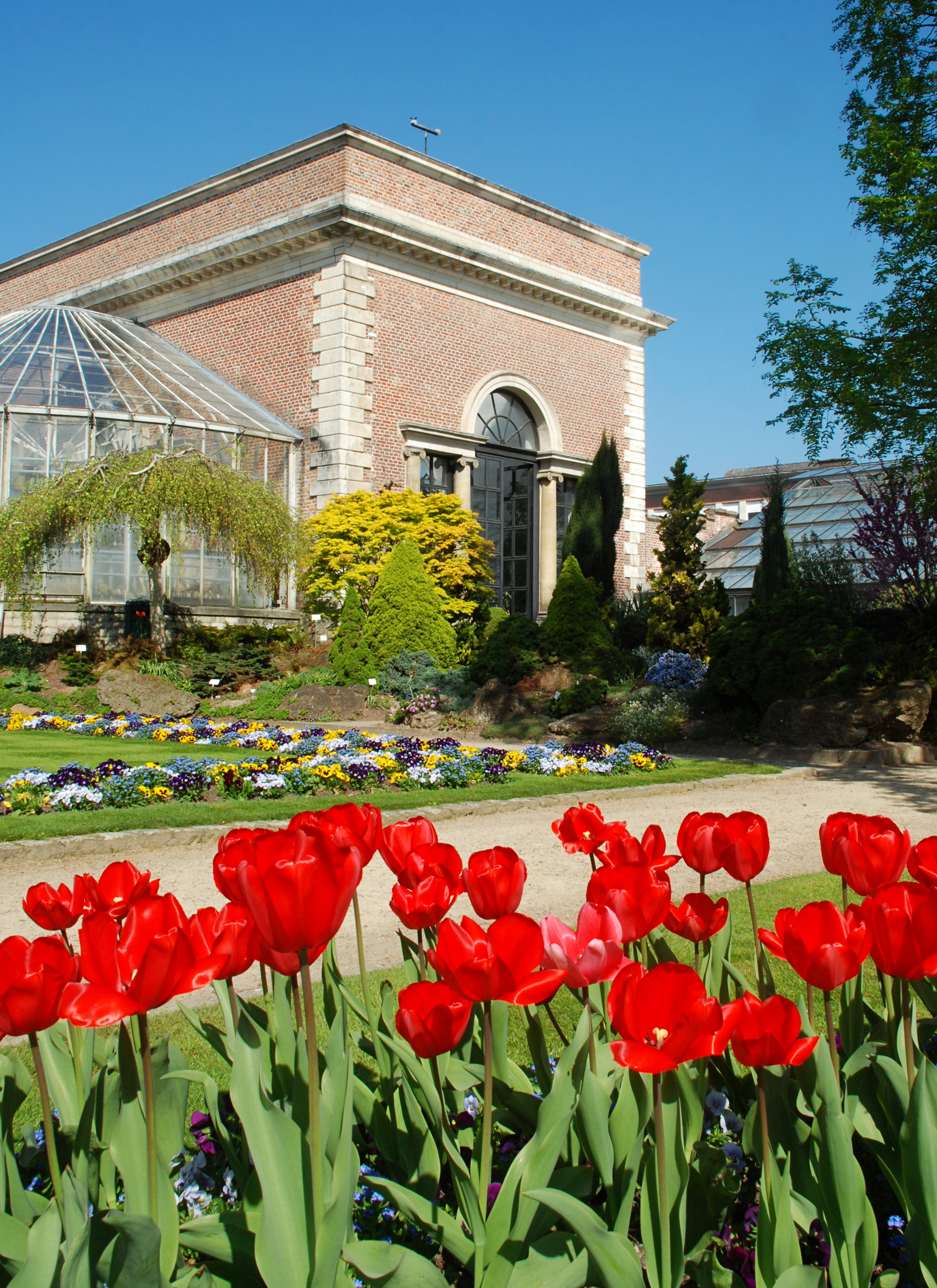
La façade orientale de l'orangerie.

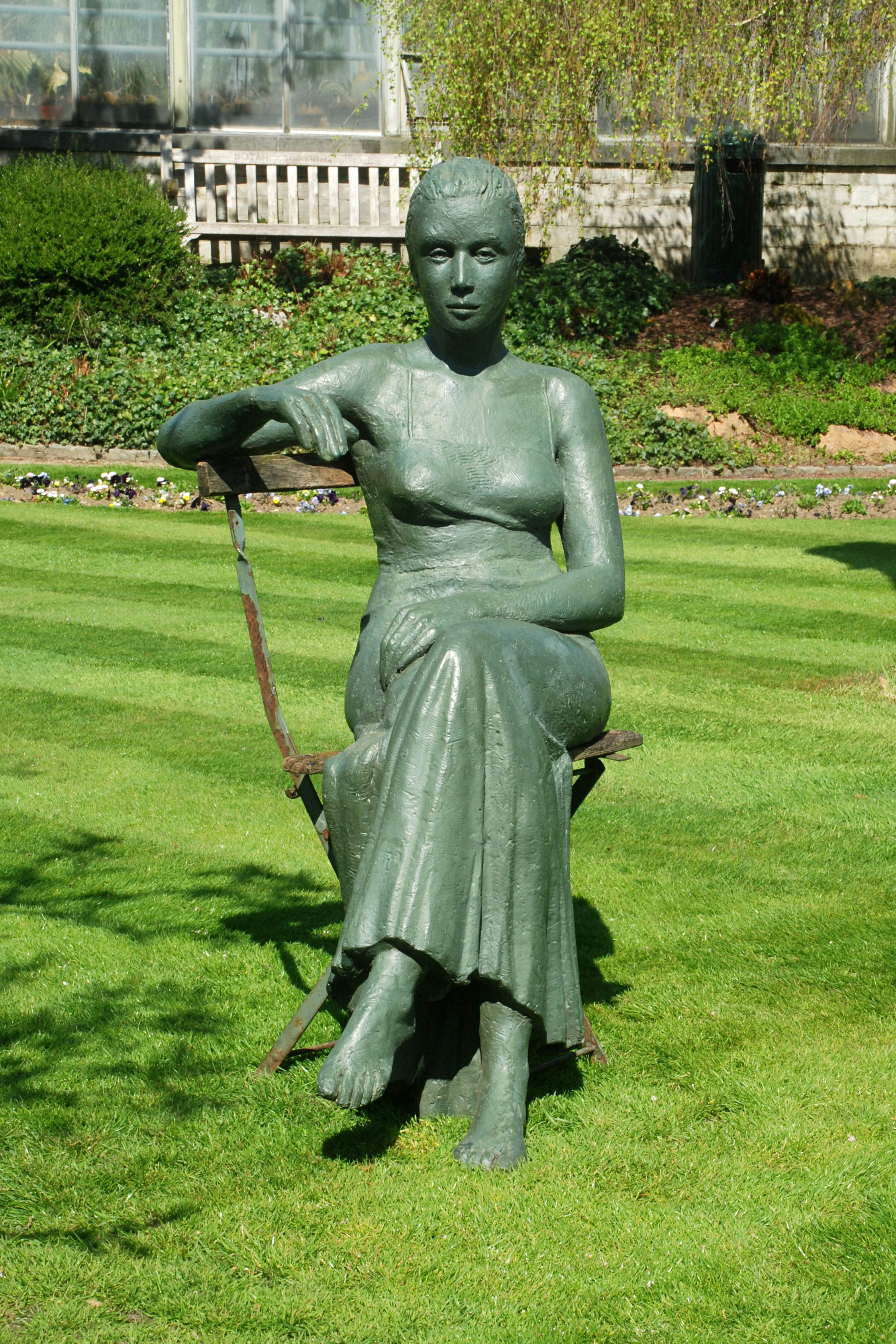
Statue devant l'orangerie.

Jusqu'au XVIIIe siècle, il manquait à l'Université de Louvain un jardin destiné à la culture des plantes nécessaires à l'enseignement de la botanique : le professeur de botanique devait emmener ses étudiants dans les fossés des remparts, dans les champs ou au bois d'Heverlee.
Un premier jardin botanique est construit à partir de 1738 sous l'impulsion du professeur Hendrik Rega (1690-1754) sur un terrain situé au coin de la rue des Récollets (Minderbroedersstraat) et de la Voer. Il ne reste de ce premier jardin botanique qu'un portail avec la mention « Hortus Botanicus », édifié par Laurent-Benoît Dewez en 1771 et encore visible au n° 50 de la rue des Récollets, à quelques dizaines de mètres du Jardin botanique actuel.
Sous le régime néerlandais, le jardin botanique devenu trop petit est déménagé de quelques dizaines de mètres et s'installe de l'autre côté de la rue des Capucins (Kapucijnenvoer) sur le terrain de l'ancien couvent des Capucins, acheté en 1819,,. L'ancien jardin botanique sera en partie loué à des particuliers et en partie utilisé comme remise pour le nouveau jardin botanique, avant de disparaître définitivement en 1874, remplacé par une école.
Le plan des jardins du nouveau jardin botanique est établi par l'architecte de jardins louvaniste Guillaume Rosseels (1769-1832), sous la direction du botaniste allemand Franz-Jozef Adelmann,,.
L'architecte Charles Vander Straeten (1771-1834) réalise en 1821-1823 le portail et l'orangerie de style néo-classique,,.
Le jardin botanique appartient initialement à l'Université mais il devient propriété de la Ville de Louvain en 1835, tout en restant à la disposition de l'université.
Les palmiers deviennent un incontournable absolu dans les jardins botaniques du XIXe siècle : à travers toute l'Europe, les jardins botaniques sont dotés de hautes serres à palmiers, sur le modèle de la Palm House de Kew Gardens à Londres. Le jardin botanique de Louvain se constitue à l'époque lui-aussi une belle collection de palmiers (environ 450 vers 1900) mais leur croissance pose rapidement problème et, en 1852, une partie de l'orangerie doit être rehaussée pour être transformée en serre à palmiers. Malgré cela, les autorités doivent se défaire d'un grand nombre de palmiers en 1882.
L'orangerie subit des modifications en 1903 et en 1913 mais une restauration effectuée 1980-1983 défait en partie ces aménagements avec comme objectif la restitution de l'aspect qu'avait l'orangerie au début du XIXe siècle.
Les rotondes en métal adossées à l'orangerie sont remplacées en 1971 par des rotondes en aluminium.

## Classement
Le Jardin botanique fait l'objet d'un classement comme site (landschap) et comme monument depuis le 6 juillet 1976.
Il figure à l'inventaire du patrimoine immobilier de la Région flamande sous la référence 42252.

## Architecture

### Le portail de l'ancien Jardin botanique (1771)
Comme il a été dit plus haut, il ne reste du premier Jardin botanique qu'un portail, édifié par Laurent-Benoît Dewez en 1771.
Ce portail est encore visible au n° 50 de la rue des Frères mineurs (Minderbroedersstraat), presque en face du pavillon d'entrée du Jardin botanique actuel.
Il est composé de deux petits pilastres internes dont les chapiteaux toscans portent un arc cintré mouluré à clé d'arc saillante et de deux grands pilastres externes dont les chapiteaux ioniques portent un puissant entablement et un fronton triangulaire.
Chacun des écoinçons de l'arc cintré est orné d'une rosette de feuilles d'acanthe et l'entablement est interrompu par un cartouche portant la mention « Hortus Botanicus »

Portail de l'ancien Jardin botanique (Laurent-Benoît Dewez - 1771)
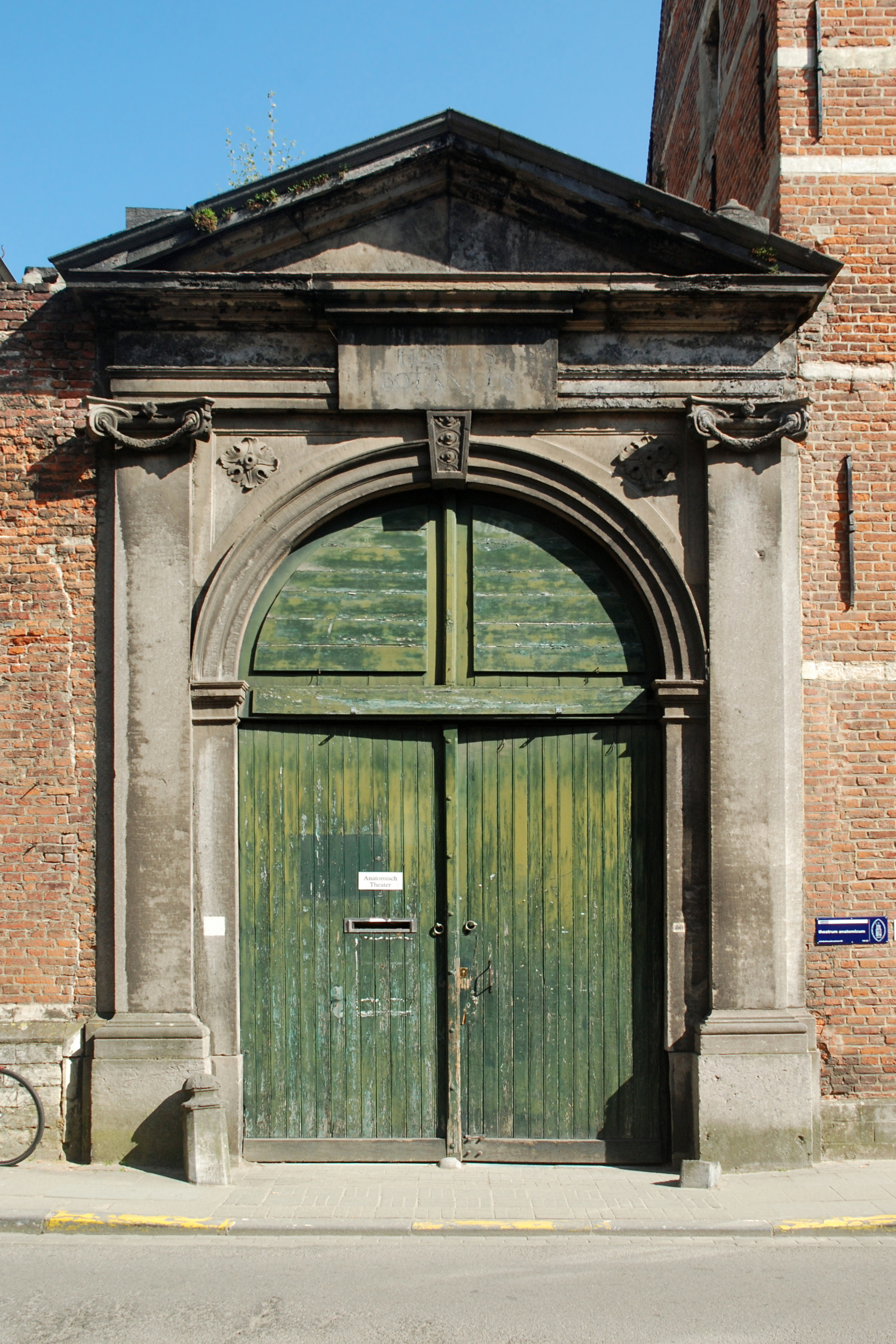
Portail.
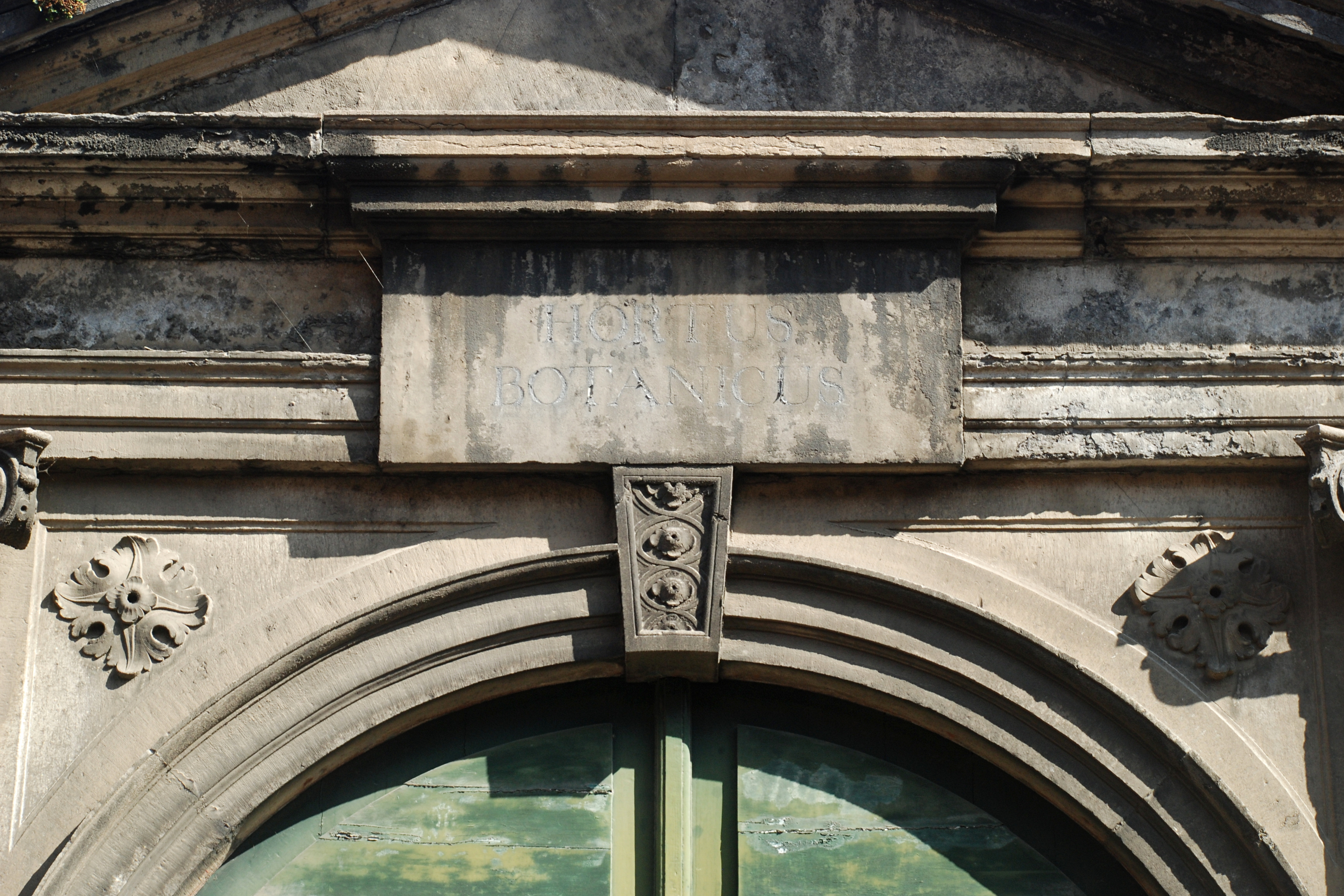
Cartouche « Hortus Botanicus ».
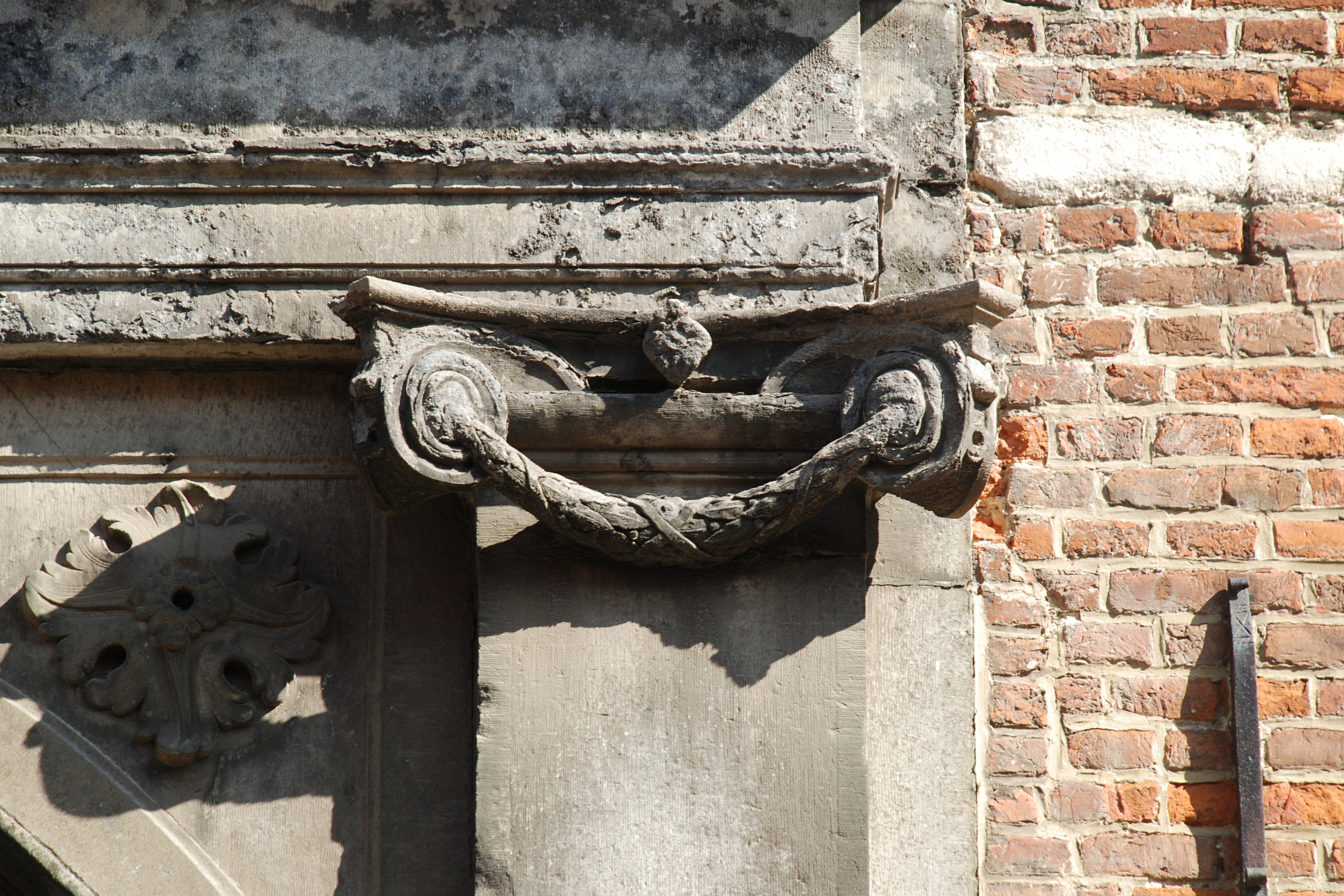
Chapiteau ionique.

### Le nouveau Jardin botanique (1821-1823)

#### Le pavillon d'entrée

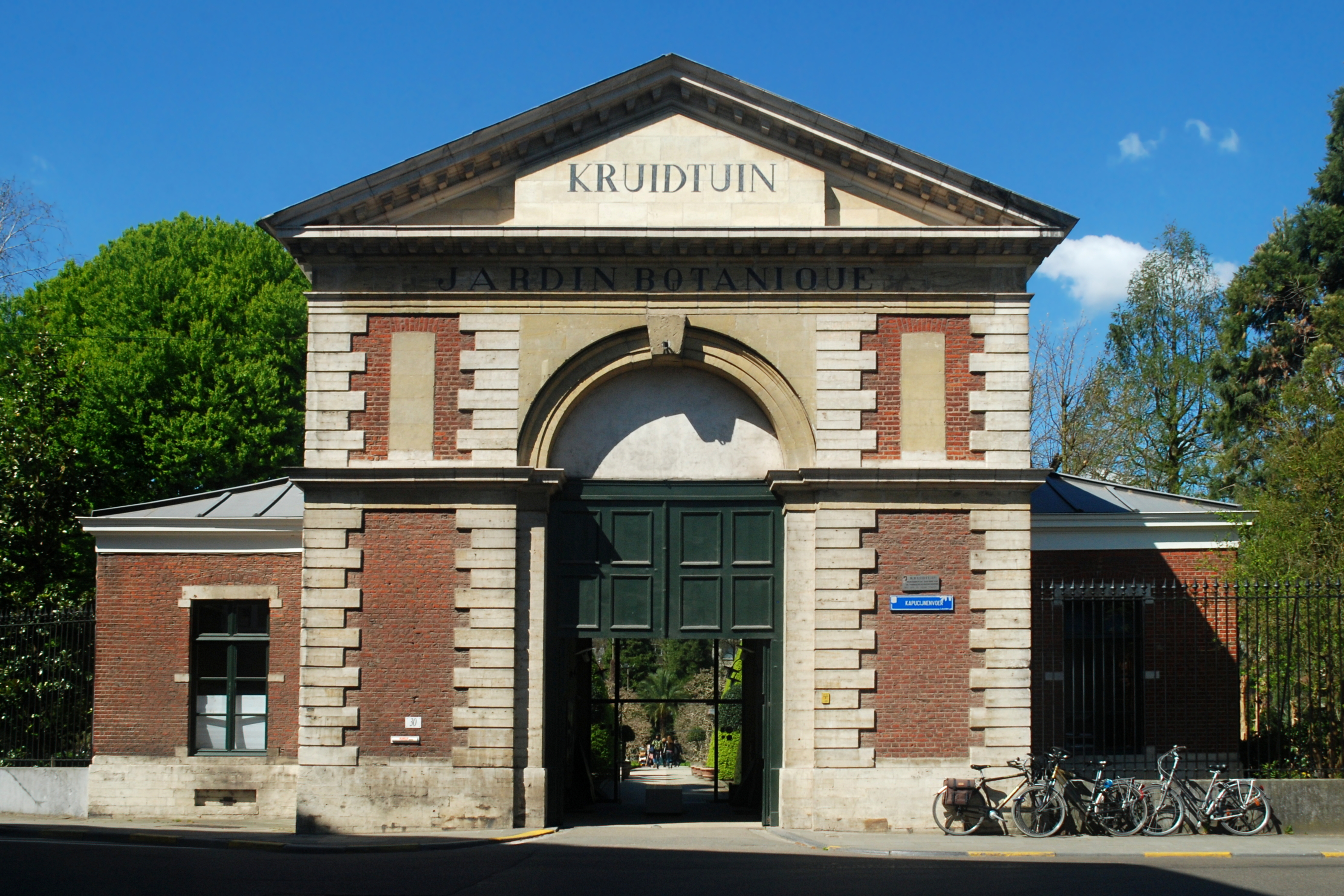
Le pavillon d'entrée de la rue des Capucins (Charles Vander Straeten - 1821).

L'entrée principale du Jardin botanique se trouve rue des Capucins (Kapucijnenvoer), juste en face de la rue des Frères mineurs (Minderbroedersstraat). Elle prend la forme d'un pavillon d'entrée de style néo-classique érigé en 1821-1823 par l'architecte Charles Vander Straeten.
Ce pavillon d'entrée est érigé en briques et en pierre calcaire blanche. Son centre est occupé par une large porte dont les pilastres à chapiteaux toscans portent un arc cintrée à clé passante. De part et d'autre de la porte, les pans de murs sont cantonnés par de puissants chaînages d'angle constitués de grands blocs de pierre blanche.
L'édifice est sommé d'un entablement portant la mention « Jardin botanique » (en français) et d'un grand fronton triangulaire à frise de denticules portant la mention « Kruidtuin » (« Jardin botanique » en néerlandais).

#### L'orangerie
Le bâtiment le plus important du Jardin botanique de Louvain est l'orangerie de style néo-classique conçue elle aussi par Charles Vander Straeten.

##### La façade principale de l'orangerie
Couronnée d'une corniche supportée par des modillons, la façade orientale de l'orangerie est percée d'une porte en serlienne (ou triplet ou porte en vénitienne), un groupement de trois baies dont la baie centrale est couverte d'un arc en plein cintre.
Chacune des baies latérales est flanquée d'une colonne et d'un pilastre à chapiteau ionique portant un linteau en forme d'entablement classique.
La baie d'imposte logée sous l'arc central est ornée d'un motif rayonnant.
|  |  |  |

##### La façade latérale de l'orangerie
La façade méridionale de l'orangerie, couronnée d'une corniche à modillons comme la façade orientale, est composée de trois parties, séparées par une légère différence de niveau mise en évidence par des chaînages d'angle en pierre blanche.
La partie centrale est percée d'une longue série de neuf arcades cintrées cantonnées de pilastres en pierre blanche et surmontées chacune d'une baie d'imposte au motif rayonnant, tandis que chacune des deux parties orientale et occidentale est prolongée vers le jardin par une serre en forme de rotonde.
Les serres semi-circulaires adossées à la façade, qui sont maintenant en aluminium, étaient jadis en fer et reproduisaient le motif des baies de la façade,.
|  |  |  |